# Kisborove
Kisborove (szlovákul Malé Borové) község Szlovákiában, a Zsolnai kerületben, a Liptószentmiklósi járásban. Novotty (Novoť) tartozik hozzá.

## Fekvése
Liptószentmiklóstól 32 km-re északnyugatra, a Prószéki-völgy felső torkolata felett, 850 m magasan fekszik.

## Története
A jellegzetes hegyi falu a 16. században keletkezett felső-árvai gorálok letelepülésével egy üveghuta környékén. Első írásos említése 1550-ből származik. 1784-ben 43 házában 299 lakos élt.
A 18. század végén Vályi András így ír a faluról: „Kis Borove. Tót falu Liptó Vármegyében, birtokosa Jób Uraság, bértzes helyen fekszik sovány határjával Árva Vármegyének szomszédságában, Nagy Bobrocztól más fél mértföldnyire, tsekély vagyonnyaihoz képest, harmadik Osztálybéli.”
1828-ban 64 háza volt 419 lakossal. Lakói földműveléssel, üvegfúvással, házaló ablakozással foglalkoztak.
Fényes Elek 1851-ben kiadott geográfiai szótárában így ír a faluról: „Borove (Nagy-, Kis-; vagy Alsó-, Felső), két egymás mellett lévő falu, Liptó vgyében; az első 589 k., 8 evang., a második 419 kath. lak. – Feküsznek Árva vmgye szélén; hegyes sziklás, sovány vidéken. F. u. Jób fam. Ut. p. Berthelen falu.”
A trianoni diktátumig Liptó vármegye Németlipcsei járásához tartozott.

## Népessége
| Év:            | 1994. | 2004.    | 2014.    | 2024.    |
| -------------- | ----- | -------- | -------- | -------- |
| Emberek száma: | 266   | 206      | 139      | 111      |
| Eltérés:       |       | -22,55 % | -32,52 % | -20,14 % |

| Év:            | 2023. | 2024.   |
| -------------- | ----- | ------- |
| Emberek száma: | 115   | 111     |
| Eltérés:       |       | -3,47 % |

1910-ben 564, túlnyomórészt szlovák lakosa volt.
2001-ben 209 lakosából 206 szlovák volt.
2011-ben 172 lakosából 166 szlovák.

## Külső hivatkozások
- Községinfó
- Kisborove Szlovákia térképén
- E-obce.sk Archiválva 2014. február 25-i dátummal a Wayback Machine-ben